# Liste des choix de repêchages des Jets de Winnipeg
Cette liste contient tous les joueurs de hockey sur glace ayant été repêchés par les Jets de Winnipeg, franchise de la Ligue nationale de hockey. Les joueurs listés ci-dessus n'ont pas obligatoirement joué un match sous le maillot de l'équipe.
Elle regroupe les joueurs depuis le repêchage de 2011 organisé par la LNH en 2011-2012, première saison disputée par les Jets, jusqu'à aujourd'hui,. Les joueurs sont classés par année de repêchage. Les deux premières colonnes donnent le rang et le tour duquel le joueur a été repêché suivis de son nom, de sa nationalité et de sa position de jeu.

## 2011
| No  | Tour | Nom              | Nationalité | Position       |
| --- | ---- | ---------------- | ----------- | -------------- |
| 7   | 1er  | Mark Scheifele   | Canada      | Centre         |
| 67  | 3e   | Adam Lowry       | États-Unis  | Ailier gauche  |
| 78  | 3e   | Brennan Serville | Canada      | Défenseur      |
| 119 | 4e   | Zachary Yuen     | Canada      | Défenseur      |
| 149 | 5e   | Austen Brassard  | Canada      | Ailier droit   |
| 157 | 6e   | Jason Kasdorf    | Canada      | Gardien de but |
| 187 | 7e   | Aaron Harstad    | États-Unis  | Défenseur      |

## 2012
| No  | Tour | Nom               | Nationalité | Position       |
| --- | ---- | ----------------- | ----------- | -------------- |
| 9   | 1er  | Jacob Trouba      | États-Unis  | Défenseur      |
| 39  | 2e   | Lukas Sutter      | États-Unis  | Centre         |
| 70  | 3e   | Scott Kosmachuk   | Canada      | Ailier droit   |
| 130 | 5e   | Connor Hellebuyck | États-Unis  | Gardien de but |
| 160 | 6e   | Ryan Olsen        | Canada      | Centre         |
| 190 | 7e   | Jamie Phillips    | Canada      | Gardien de but |

## 2013
| No  | Tour | Nom              | Nationalité        | Position       |
| --- | ---- | ---------------- | ------------------ | -------------- |
| 13  | 1er  | Joshua Morrissey | Canada             | Défenseur      |
| 43  | 2e   | Nicolas Petan    | Canada             | Centre         |
| 59  | 2e   | Eric Comrie      | Canada             | Gardien de but |
| 84  | 3e   | James Lodge      | États-Unis         | Centre         |
| 91  | 3e   | J.C. Lipon       | Canada             | Ailier droit   |
| 104 | 4e   | Andrew Copp      | États-Unis         | Centre         |
| 114 | 4e   | Jan Košťálek     | République tchèque | Défenseur      |
| 127 | 5e   | Tucker Poolman   | États-Unis         | Défenseur      |
| 190 | 7e   | Brenden Kichton  | Canada             | Défenseur      |
| 194 | 7e   | Marcus Karlstrom | Suède              | Défenseur      |

## 2014
| No  | Tour | Nom               | Nationalité | Position      |
| --- | ---- | ----------------- | ----------- | ------------- |
| 9   | 1er  | Nikolaj Ehlers    | Danemark    | Ailier gauche |
| 69  | 3e   | Jack Glover       | États-Unis  | Défenseur     |
| 99  | 4e   | Chase De Leo      | États-Unis  | Centre        |
| 101 | 4e   | Nelson Nogier     | Canada      | Défenseur     |
| 129 | 5e   | Clinston Franklin | États-Unis  | Ailier gauche |
| 164 | 6e   | Pavel Kraskovski  | Russie      | Centre        |
| 192 | 7e   | Matt Ustaski      | États-Unis  | Centre        |

## 2015
| No  | Tour | Nom            | Nationalité        | Position      |
| --- | ---- | -------------- | ------------------ | ------------- |
| 17  | 1er  | Kyle Connor    | États-Unis         | Centre        |
| 25  | 1er  | Jack Roslovic  | États-Unis         | Centre        |
| 47  | 2e   | Jansen Harkins | Canada             | Centre        |
| 78  | 3e   | Erik Foley     | États-Unis         | Ailier gauche |
| 108 | 4e   | Michael Špaček | République tchèque | Centre        |
| 168 | 6e   | Mason Appleton | États-Unis         | Centre        |
| 198 | 7e   | Sami Niku      | Finlande           | Défenseur     |
| 203 | 7e   | Matteo Gennaro | Canada             | Centre        |

## 2016
| No  | Tour | Nom             | Nationalité | Position            |
| --- | ---- | --------------- | ----------- | ------------------- |
| 2   | 1er  | Patrik Laine    | Finlande    | Ailier gauche/droit |
| 18  | 1er  | Logan Stanley   | Canada      | Défenseur           |
| 79  | 3e   | Luke Green      | Canada      | Défenseur           |
| 97  | 4e   | Jacob Cederholm | Suède       | Défenseur           |
| 127 | 5e   | Jordy Stallard  | Canada      | Centre              |
| 157 | 6e   | Mikhaïl Berdine | Russie      | Gardien de but      |

## 2017
| No  | Tour | Nom                 | Nationalité | Position       |
| --- | ---- | ------------------- | ----------- | -------------- |
| 24  | 1er  | Kristian Vesalainen | Finlande    | Ailier droit   |
| 43  | 2e   | Dylan Samberg       | États-Unis  | Défenseur      |
| 74  | 3e   | Johnathan Kovacevic | Canada      | Défenseur      |
| 105 | 4e   | Santeri Virtanen    | Finlande    | Centre         |
| 136 | 5e   | Leon Gawanke        | Allemagne   | Défenseur      |
| 167 | 6e   | Arvid Holm          | Suède       | Gardien de but |
| 198 | 7e   | Skyler McKenzie     | Canada      | Centre         |
| 211 | 7e   | Croix Evingson      | États-Unis  | Défenseur      |

## 2018
| No  | Tour | Nom              | Nationalité | Position       |
| --- | ---- | ---------------- | ----------- | -------------- |
| 60  | 2e   | David Gustafsson | Suède       | Centre         |
| 91  | 3e   | Nathan Smith     | États-Unis  | Centre         |
| 150 | 5e   | Declan Chisholm  | Canada      | Défenseur      |
| 153 | 5e   | Giovanni Vallati | Canada      | Défenseur      |
| 184 | 6e   | Jared Moe        | États-Unis  | Gardien de but |
| 215 | 7e   | Austin Wong      | Canada      | Centre         |

## 2019
| No  | Tour | Nom                | Nationalité | Position       |
| --- | ---- | ------------------ | ----------- | -------------- |
| 20  | 1er  | Ville Heinola      | Finlande    | Défenseur      |
| 51  | 2e   | Simon Lundmark     | Suède       | Défenseur      |
| 113 | 4e   | Henri Nikkanen     | Finlande    | Centre         |
| 134 | 5e   | Harrison Blaisdell | Canada      | Centre         |
| 144 | 5e   | Logan Neaton       | États-Unis  | Gardien de but |

## 2020
| No  | Tour | Nom               | Nationalité | Position      |
| --- | ---- | ----------------- | ----------- | ------------- |
| 10  | 1er  | Cole Perfetti     | Canada      | Centre        |
| 40  | 2e   | Daniel Torgersson | Suède       | Ailier gauche |
| 163 | 5e   | Anton Johannesson | Suède       | Défenseur     |
| 164 | 6e   | Tyrel Bauer       | Canada      | Défenseur     |

## 2021
| No  | Tour | Nom               | Nationalité | Position     |
| --- | ---- | ----------------- | ----------- | ------------ |
| 18  | 1er  | Chaz Lucius       | États-Unis  | Centre       |
| 50  | 2e   | Nikita Tchibrikov | Russie      | Ailier droit |
| 82  | 3e   | Dmitri Kouzmine   | Biélorussie | Défenseur    |
| 146 | 5e   | Dmitri Rachevski  | Russie      | Ailier droit |

### 2022
| No  | Tour | Nom                  | Nationalité | Position       |
| --- | ---- | -------------------- | ----------- | -------------- |
| 14  | 1er  | Rutger McGroarty     | États-Unis  | Ailier droit   |
| 30  | 1er  | Brad Lambert         | Finlande    | Centre         |
| 55  | 2e   | Elias Salomonsson    | Suède       | Défenseur      |
| 77  | 3e   | Danny Zhilkin        | Canada      | Centre         |
| 99  | 4e   | Garrett Brown        | États-Unis  | Défenseur      |
| 175 | 6e   | Fabian Wagner        | Suède       | Centre         |
| 207 | 7e   | Domenic DiVincentiis | Canada      | Gardien de but |